# Парадокс
Парадо́кс (др.-греч. παράδοξος — «неожиданный; странный», от др.-греч. παρα — «против, вопреки» и др.-греч. δόξα — «мнение; представление; предположение») в широком смысле — высказывание, мнение, рассуждение, которое расходится с общепринятым мнением и кажется нелогичным или противоречащим здравому смыслу (зачастую лишь при поверхностном понимании).
В логике «парадоксом» называют формально-логические противоречия, которые возникают при сохранении логической правильности рассуждения. Парадокс возникает, когда два взаимоисключающих (противоречащих) суждения оказываются в равной мере доказуемыми.

## Парадоксы в логике
Логический парадокс — противоречие, имеющее статус логически корректного вывода и, вместе с тем, представляющее собой рассуждение, приводящее к взаимно исключающим заключениям. Логическая ошибка парадокса объясняется неверным выбором логических посылок, например, когда речь идёт о предметах, не имеющих чёткого определения (см. стрела Зенона).
Различают такие разновидности логических парадоксов, как апория и антиномия.
- Апория характеризуется наличием аргумента, противоречащего очевидному, общепринятому мнению, здравому смыслу.
- Антиномия — наличием двух противоречащих друг другу, одинаково доказуемых суждений.

### Виды апорий
- Парадокс лжеца — семейство логических парадоксов, классический вариант которого гласит: «Я лгу», или, более точно: «Данное утверждение — ложно». Если предположить, что утверждение истинно, то, поскольку оно гласит свою ложность, оно — ложно, что является противоречием. Напротив, если предположить его ложность, то оно соответствует тому, что само гласит, а потому истинно, что также является противоречием. Подобные парадоксу лжеца утверждения часто использовали на протяжении истории философии — он был известен древним грекам и использован как головоломка средневековыми логиками, а также стал основополагающим объектом исследования современной логики[2].
- Парадокс кучи — логический парадокс, сформулированный Евбулидом из Милета (IV век до н. э.)[3], связанный с неопределённостью предиката «быть кучей»[4]. Формулировка парадокса основана на базисной предпосылке, согласно которой одно зёрнышко не образует кучи и индуктивной предпосылке, по которой добавление одного зёрнышка к совокупности, кучей не являющейся, несущественно для образования кучи. При принятии этих предпосылок никакая совокупность из сколь угодно большого количества зёрен не будет образовывать кучи, что противоречит представлению о существовании кучи из зёрен. Парадокс используют как одно из обоснований рассмотрения нечёткой логики[5].

## Парадоксы в науке
Современные науки, использующие логику в качестве инструмента познания, нередко наталкиваются на теоретические противоречия либо на противоречия следствий из теории с вербализованными результатами опыта, эксперимента. Это бывает обусловлено логическими ошибками в построении суждений, несовершенством существующих в настоящее время научных методов или недостаточной точностью используемых в опытах инструментов, а также неадекватностью принятой идеализации, то есть неверной аксиоматизацией теорий.
Наличие парадокса стимулирует к новым исследованиям, более глубокому осмыслению теории, её «очевидных» постулатов и нередко приводит к полному её пересмотру.
Примерами парадоксов в науке могут служить Парадокс Рассела, Парадокс Банаха — Тарского, Парадокс Смейла, Парадокс Хаусдорфа, ЭПР-парадокс, Космологические парадоксы.

## Парадоксы в искусстве

### Парадокс как художественный приём
Парадоксальность — чрезвычайно распространённое качество, присущее произведениям самых разных жанров искусства. В силу своей необычности парадоксальные высказывания, названия, содержания произведений неизменно привлекают к себе внимание людей. Это широко используется в разговорном жанре, в театральном и цирковом искусствах, в живописи и фольклоре. Хороший оратор обязательно использует этот приём в своих выступлениях для поддержания живого интереса слушателей. Комизм большинства анекдотов заключается в описании необычной, оригинальной ситуации. Популярная детская «поэзия нелепостей» Льюиса Кэрролла и Корнея Чуковского также построена на этом художественном приёме.
Парадоксальны многие афоризмы известных мыслителей. Например, высказывания Вольтера: «Ваше мнение мне глубоко враждебно, но за ваше право его высказать я готов пожертвовать своей жизнью» или Ницше: «Нищих надобно удалять — неприятно давать им и неприятно не давать им», Фрумкера: «Мужчина от женщины отличается тем, что перед совершением ошибки он всё тщательно продумывает». Парадоксальностью отличаются и афоризмы Козьмы Пруткова, Бернарда Шоу.

### Парадокс в музыке
В классической музыке «парадоксом» принято называть изысканные, странные произведения или фрагменты, отличающиеся от традиционного звучания.
Также «парадоксами» в древней Греции называли победителей в олимпийских состязаниях певцов и исполнителей инструментальной музыки.